# Erika Angell
Erika Angell, född 28 oktober 1977, är en svensk pop- och jazzsångerska och instrumentalmusiker.
Erika Angell växte upp på Orust. Hon har bland annat medverkat sedan 2001 med basisten Josef Kallerdahl i duon Josef och Erika samt i den Montreal-baserade gruppen Thus Owls med bland andra sin make, den kanadensiske gitarristen Simon Angell.
Hon bor numera i Montreal i Kanada.

## Diskografi
- 2018 - The Mountain That We Live Upon - (gruppen Thus Owls), For The Living And The Dead
- 2015 - Black Matter (EP) - (gruppen Thus Owls), Secret City Records [3]
- 2014 - Turning Rocks - (gruppen Thus Owls), Secret City Records[3]
- 2011 - Harbours - (gruppen Thus Owls), HOOB Records, Avalanche Productions
- 2011 - Floods - (gruppen Josef & Erika), HOOB Records
- 2009 - Cardiac Malformation - (gruppen Thus Owls), HOOB Records
- 2009 - Antennae - (gruppen The Moth), C3R
- 2007 - Small small small small sounds - (gruppen Josef och Erika), Caprice
- 2005 - Wallpaper stories - (gruppen Josef och Erika), Footprint Records